# 終極戰隊 (2024年漫畫)
《終極戰隊》是由漫威漫畫發行的連載作品，屬於「終極宇宙」（Ultimate Universe）系列之一，由丹尼斯·坎普編劇、胡安·弗里傑里（Juan Frigeri）繪製，於2024年6月起開始出版。
本作承接「終極入侵」（Ultimate Invasion）事件後的劇情，設定於重新構築的終極宇宙（編號6160）時間線中。該世界觀重塑多位漫威角色的社會與政治處境，並融入另類歷史元素。故事聚焦於東尼·史塔克／鋼鐵小子（Tony Stark/ Iron Lad）與李德·理查斯／末日博士（Reed Richards/ Doctor Doom）共同組建的秘密行動小隊「終極戰隊」（The Ultimates），試圖對抗「塑界者議會」（Maker's Council），並修復遭到竄改的現實世界。
本系列因其對漫威神話體系的全新詮釋、政治意涵、劇情表現，以及對終極宇宙的世界觀建構，獲得正面評價。

## 創作歷程
2023年，由強納森·希克曼（Jonathan Hickman）主創的限時連載系列《終極入侵》（Ultimate Invasion）首度引介全新設定的終極宇宙，該宇宙與傳統的漫威主宇宙相互獨立。其後，漫威陸續推出三部設定於此宇宙的連載作品，分別為《終極蜘蛛人》、《終極黑豹》（Ultimate Black Panther）與《終極X戰警》（Ultimate X-Men）。《終極戰隊》則為第四部作品，延續《終極入侵》與2023年推出的單篇漫畫《終極宇宙》（Ultimate Universe）中的主要劇情線。
系列宣布時，坎普表示：「新版終極宇宙是近年來最令人振奮的超級英雄漫畫計畫，能參與其中深感榮幸。我們重新構想這些經典角色與原型，力求帶來如初登場時般的驚奇與生命力。我們的《終極戰隊》不僅是復刻復仇者，更是對超級英雄團隊概念的全新進化——從宏大的史詩場景到細膩的個人層面，《終極戰隊》將展現前所未見的樣貌。」

## 劇情概要

### 修復世界 (第1–6期)
在霍華·史塔克以「永恆引擎」囚禁塑界者於「都城」後，其所領導的「塑界者議會」仍然掌控全球局勢。為對抗議會並重建英雄力量，東尼·史塔克化身鋼鐵小子，與在塑界者折磨下成為末日博士的李德·理查斯合作，組成「終極戰隊聯盟」（Ultimates Network），著手培養新一代英雄。
戰隊透過時空旅行尋獲冷凍沉眠中的美國隊長，並在阿斯嘉救出被政變推翻的雷神索爾，希芙亦加入行列。隨後，他們數度與議會勢力交鋒，包括英国队长及其部隊，以及由洛克森企業支持的行動。議會更曾入侵人造衛星，對曼哈頓發射軌道炮並將襲擊嫁禍於鋼鐵小子。
在歷經挫敗後，戰隊展開「起源機」行動，試圖喚醒潛在的超能力者，但因副作用嚴重而轉為直接尋找並招募新成員。巨化人、黃蜂女、初代霹靂火、艾美莉卡·查韋斯及女浩克等陸續加入，戰隊規模逐漸擴大。與此同時，末日博士秘密啟動「4號計畫」，嘗試以宇宙射線實驗重建驚奇四超人。
在一次突襲行動中，戰隊遭到浩克率領的「不朽武器」襲擊，成員受創，鋼鐵小子更因此重傷。事後，戰隊陷入低潮並重新檢視未來策略，隨著「都城」重啟期限逐步逼近，英雄與議會的對抗進一步升級。

### 全權歸人民 (第7–12期)
崑崙之戰後，鋼鐵小子因傷勢而陷入昏迷，美國隊長暫時承擔領導角色。索爾與希芙返回九大國度，發動對洛基政權的反抗運動。艾美莉卡·查韋斯、鷹眼、巨化人與黃蜂女則各自參與不同的行動，包括支持民間抗爭、破壞議會軍事計畫及紀念襲擊事件的遇難者。
戰隊其後與來自未來的「星際異攻隊」短暫接觸，對方揭示他們原屬另一條時間線，並曾與艾美莉卡有關聯，但她拒絕加入其任務。另一方面，盧克·凱奇因「起源機」實驗獲得超人能力，並在監獄內發動暴動，展現其反抗體制的立場。
隨後，美國隊長率領部分成員攻入「紅骷髏幫」的根據地，尋找昔日盟友納摩，但最終僅能將其遺體送回大海。鋼鐵小子亦在此期間甦醒，並將「永恆引擎」與身體融合以維持生命。
索爾與希芙的革命逐漸擴展至各國度，他們聯合矮人族、英靈殿與其他盟友對抗洛基的軍隊。鋼鐵小子同時揭露，戰隊在崑崙原本全數陣亡，幸得末日博士以「永恆引擎」重設時間線才得以存活。爭論之後，戰隊同意調整戰略，並宣告「終極戰隊3.0」啟動。
隨着都城重啟的期限迫近，聯盟逐步將議會的真相公開給大眾，並在全球各地號召群眾參與反抗運動。然而，戰隊內部亦出現矛盾與潛伏的叛徒，使行動充滿變數。

### 第13–17期
由於「永恆引擎」與身體融合的副作用，鋼鐵小子開始看見未來的多種可能性。他與黃蜂女討論戰隊的發展，並在黑板上寫下「終極戰隊3.0」。隨後，鋼鐵小子與艾美莉卡·查韋斯分別在不同集會中號召群眾加入戰隊。
在約翰山的紅骷髏據點，鋼鐵小子率領小隊發動攻擊，但美國隊長未能找到大骷髏下落。戰隊開始透過網路散播情報，並以線上課程形式教授群眾製作武器。此時，初代霹靂火脫離戰隊，執行名為「點燃火種」的獨立任務。
怪獸島上，島民遭超智機構武裝部隊劫持，四名「不朽武器」展開戰鬥對抗巨獸。鋼鐵小子與女浩克在遠處觀察，試圖向索爾求援，但由於九大國度正陷入大規模戰爭，未獲回應。
同時，盧克·凱奇在北美聯盟發動獄中革命，並與鋼鐵小子及丹尼·蘭德合作開設監獄課程，由美國隊長講授戰術、末日博士教授科學、凱奇負責政治教育。鋼鐵小子利用永恆引擎加速時間，使課程進展迅速。之後，他在三飛飾衛星與分身會合，但仍受到黃蜂女監視。此時距離「都城」開啟尚餘五個月。
美國隊長與鷹眼潛入洛克森公司（Roxxon）設施偵察。洛克森執行長雷克斯·邦赫斯特召集商界同盟，包括鍊金術公司的尼科狄默斯·魏斯特、漢默軍火（Hammer Industries）的賈絲汀·漢默、超智機構的「至高科學者」#1983，以及米達斯企業（Midas Corporation）的烏布莉耶特·米達斯，討論如何應對戰隊行動，並指控戰隊破壞資產與煽動暴動。
會議後，邦赫斯特召見沉默合夥人（Silent Partner）的代理人艾瑪·佛斯特。她揭露汪達與皮特洛·馬克西莫夫仍存活，並將其投入戰鬥，最終被美國隊長與鷹眼制服。隨後，艾瑪反過來攻擊商界同盟，殺害多名成員，僅留下烏布莉耶特，並聲稱其具有被父親否認的潛能。她計劃將屠殺嫁禍戰隊，並與伊曼紐爾·達寇斯塔通話，表示由「白王」填補企業權力真空。美國隊長與鷹眼則收容昏迷的汪達與皮特洛。此時距離都城開啟尚餘四個月。
故事同時回溯至一萬年前：第八代鐵拳掌門神奇率領「不朽武器」擊敗「第八城」魔軍。戰後，他拒絕再以暴力行事，並於崑崙傳授教義，最終在與仙族的對抗中身亡，臨終前預言自己將轉世。
在現代，鋼鐵小子講述此故事，並與巨化人、女浩克及丹尼·蘭德展開對神奇轉世的探索。據說浩克也曾尋覓，且認為神奇是「終極鐵拳」。戰隊後來抵達一處廢墟村落，與守護神奇轉世的戰士對抗「第235號鈾兄弟」。鋼鐵小子以「伽瑪干擾器」協助作戰，最終由女浩克擊敗對手。鈾兄弟戰敗時仍表示效忠浩克。此時距離都城開啟尚餘三個月。

## 評價
《終極戰隊》推出後獲得媒體普遍好評。ComicBook.com的Chase Magnett評論指出，本作在敘事風格上有別於過去版本，著重於故事結構、角色群體的描寫，以及後續劇情的鋪陳。
AIPT的David Brooke認為，創作者團隊對超級英雄漫畫的本質掌握精準，並成功以嶄新方式重塑角色，稱其為當年度最具看點的超級英雄漫畫之一。
本系列亦獲IGN頒發「2024年最佳漫畫系列或原創圖像小說」獎項。